# Salmon Island
Salmon Island (sinngemäß aus dem Englischen übersetzt Lachsinsel) ist die westlichste Insel der Fish Islands an der Nordseite der Holtedahl Bay vor der Graham-Küste des Grahamlands auf der Antarktischen Halbinsel.
Kartiert wurde sie bei der British Graham Land Expedition (1934–1937) unter der Leitung des australischen Polarforschers John Rymill. Das UK Antarctic Place-Names Committee benannte sie 1959 in Anlehnung an die Benennung der Inselgruppe, zu der sie gehört.